# Zibelina
A zibelina ou marta-zibelina (nome científico: Martes zibellina) é de uma espécie de marta castanho-escura da Europa setentrional e partes do Norte da Ásia, um dos mais valiosos animais produtores de pele.
Em algumas classificações, a zibelina é classificada dentro do género Mustela.